# Corso Costantino Nigra
Il Corso Costantino Nigra è un'importante strada della città di Ivrea in Piemonte.

## Storia
Il corso venne costruito dall'impresa di costruzioni che si occupò della realizzazione del Ponte Nuovo come stradone che, partendo dall'antica Porta Dazis, facilitasse il trasporto di materiali per la costruzione del ponte e che permettesse un accesso più agevole allo stesso una volta inaugurato nel 1860. Il corso e il ponte vennero costruiti per rendere più agile e veloce il collegamento tra il centro della città e la nuova stazione di Ivrea, inaugurata nel 1858. La sua costruzione ebbe bisogno di parecchio lavoro dal momento che richiese la creazione di un terrapieno tra due spallette di pietra alto diversi metri rispetto ai terreni circostanti, all'epoca coltivati a vigne, per portare la strada allo stesso livello del ponte e del Corso Cavour dall'altro lato del fiume. Il progetto previde anche la realizzazione di un sottopasso attraverso il terrapieno per evitare che le case che sorgevano sulla riva del fiume rimanessero isolate.
L'arteria portò in origine il nome di Corso dello Scalo ma venne intitolata a Costantino Nigra, assumendo il suo nome attuale, nel 1900. Sempre nel 1900, la sezione del corso più vicina alla stazione venne abbellita con dei nuovi giardini pubblici, progettati dal geometra Caviglia su incarico del Comune.
In breve tempo dopo la sua costruzione, il corso divenne il percorso più popolare per entrare in Ivrea, sostituendo in questo ruolo la strada che attraversa il Borghetto e giunge in città tramite l'antico Ponte Vecchio. In contemporanea, i terreni coltivati ai lati della nuova strada, valorizzati dalla nuova opera, dai traffici gravitanti sulla stazione ferroviaria e dalla posizione panoramica con vista sul fiume e sul centro della città, vennero edificati con nuove ed eleganti ville, tra cui dapprima la Villa Luisa della famiglia Borgetti negli anni 1860 e quindi la Villa Demaria nel 1897. La fisionomia di questa sezione del corso cambiò radicalmente quando nel terreno scosceso a strapiombo sul fiume a est della strada venne eretto, tra il 1906 e il 1909, il Palazzo Ravera.

## Descrizione
Il corso si compone di due sezioni: una che dalla stazione di Ivrea arriva sino all'incrocio di Porta Torino, e una seconda che da quest'ultimo incrocio giunge fino alla Fontana Camillo Olivetti sulla riva opposta della Dora Baltea tramite il Ponte Nuovo.

## Galleria d'immagini

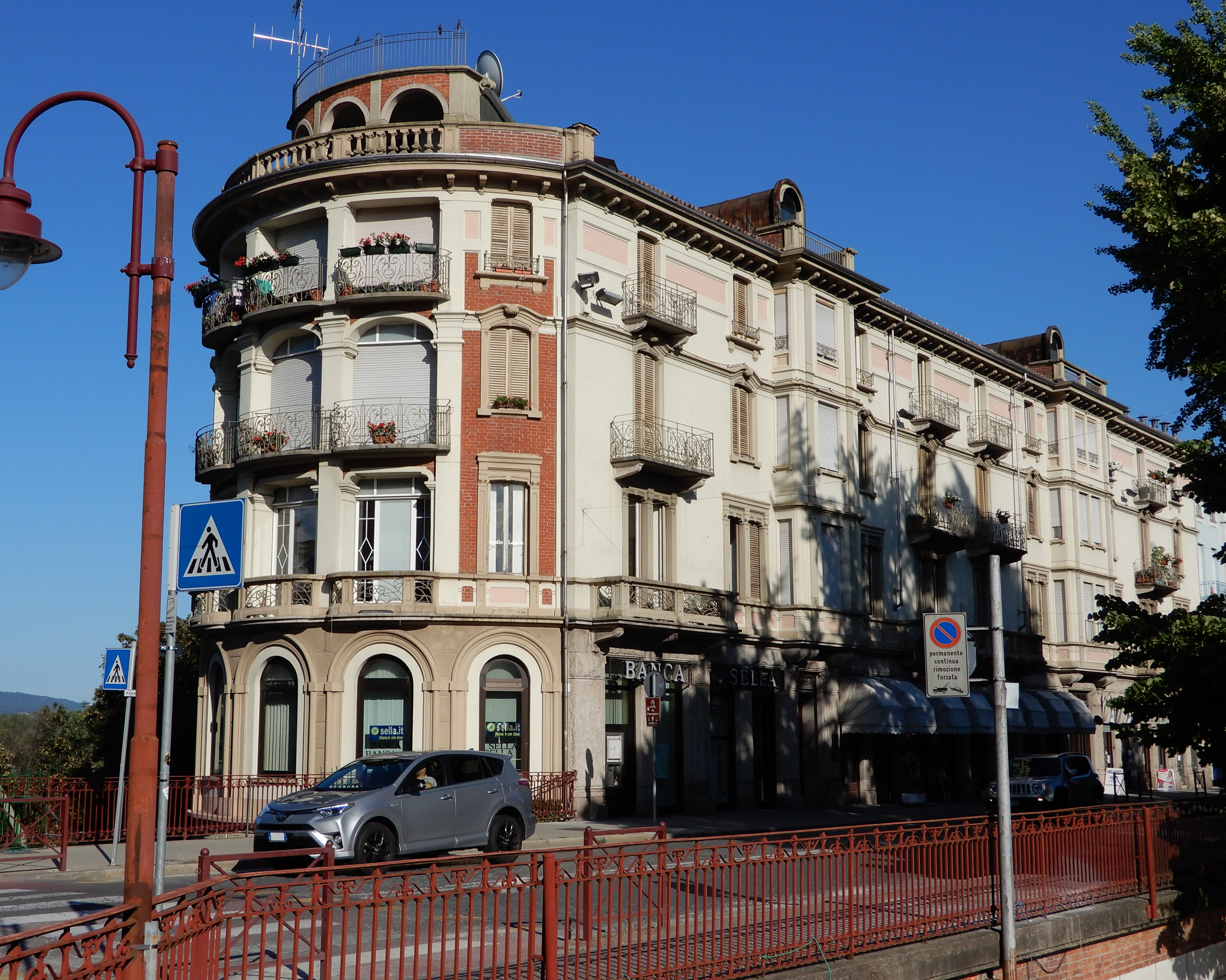
Il Palazzo Ravera
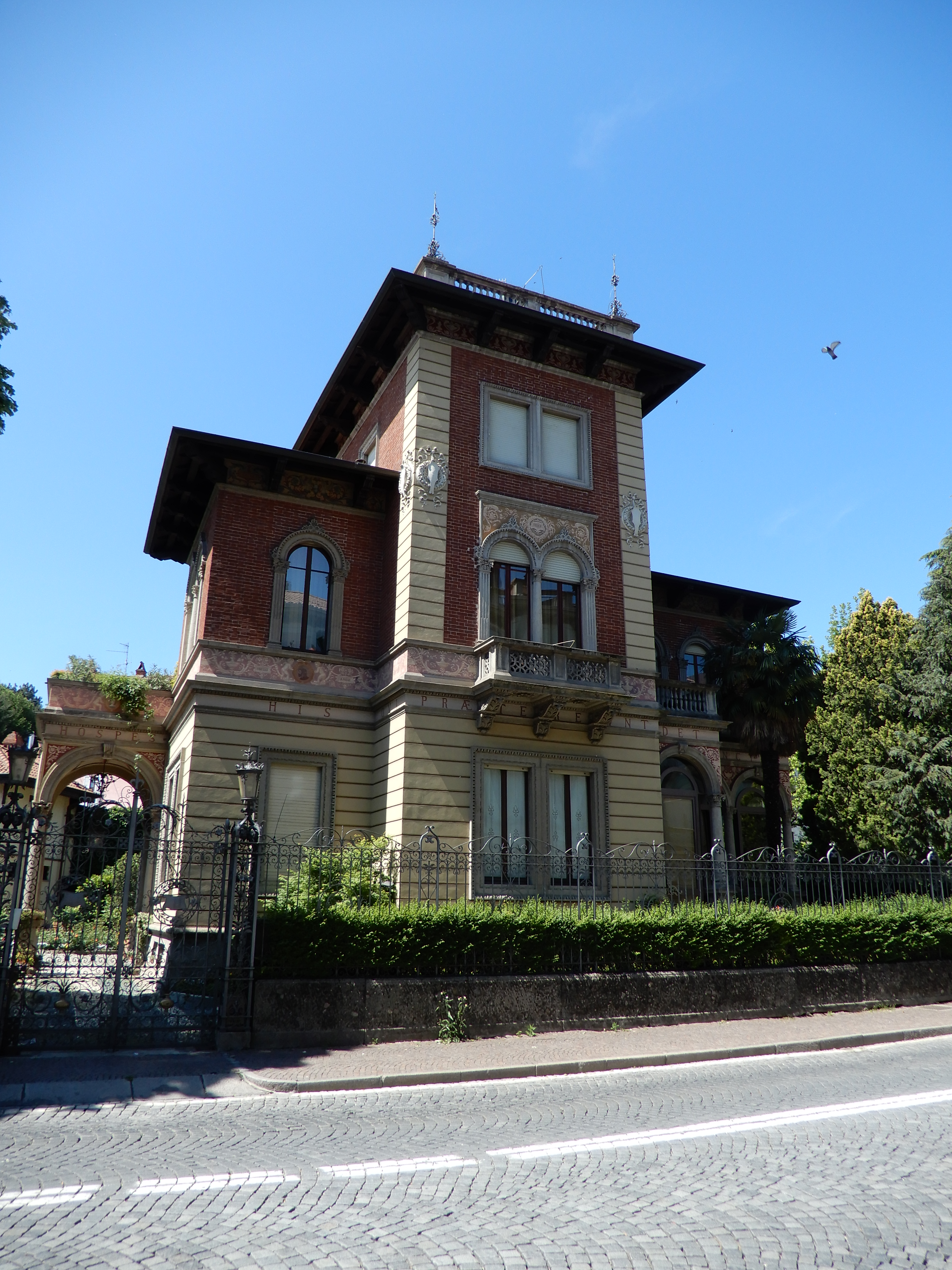
La Villa Ravera, già Demaria
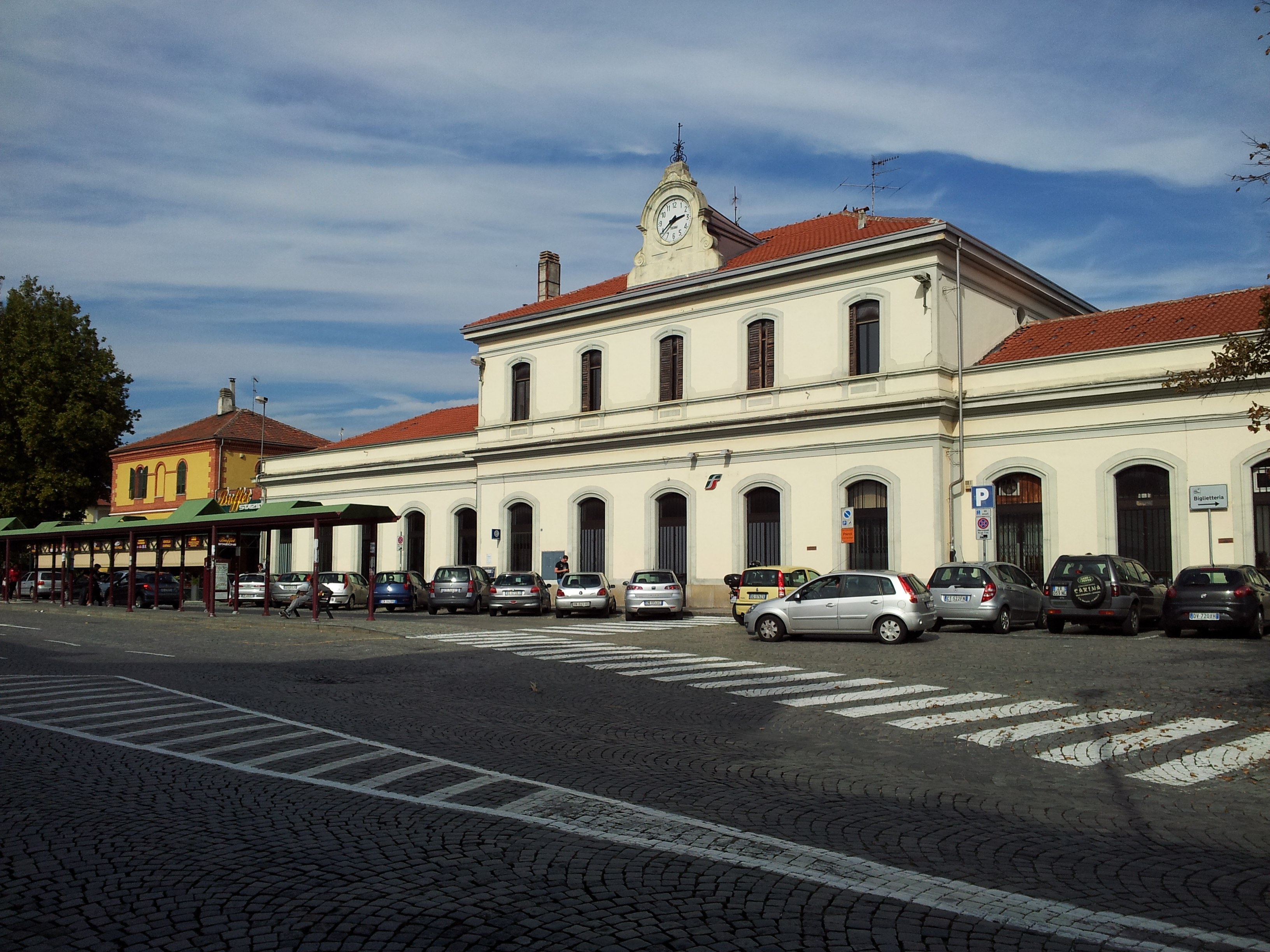